# Ida Johansson
Ida Johansson (* 6. Mai 2004) ist eine schwedische Tennisspielerin.

## Karriere
Johansson begann im Alter von sechs Jahren mit dem Tennissport und spielt vorrangig auf der ITF Women’s World Tennis Tour, wo sie bislang einen Titel im Doppel gewinnen konnte.

### College Tennis
Seit 2023 spielt Johansson für das Damentennisteam der Idaho Vandals der University of Idaho.

## Turniersiege

### Doppel
| Nr. | Datum          | Turnier | Kategorie | Belag | Partnerin                    | Finalgegnerinnen                    | Ergebnis |
| --- | -------------- | ------- | --------- | ----- | ---------------------------- | ----------------------------------- | -------- |
| 1.  | 13. April 2024 | Telde   | ITF W15   | Sand  | Jacqueline Nylander Altelius | Marcelina Podlińska Caroline Werner | 6:3, 6:2 |

## Persönliches
Ida ist die Tochter von Monika und Fredrik Johansson.